# Nationalratswahl in der Slowakei 2002
- SDKÚ: 28
- SMK: 20
- KDH: 15
- ANO: 15
- HZDS: 36
- Smer: 25
- KSS: 11

Die Parlamentswahl in der Slowakei 2002 zum Nationalrat fand am Freitag und Samstag, dem 20. und 21. September 2002 statt. Insgesamt waren 150 Nationalratssitze zu vergeben. Es war die dritte Nationalratswahl seit der slowakischen Unabhängigkeit 1993.
Die bürgerlichen Parteien gewannen die Wahl knapp, sodass der bisherige Premierminister Mikuláš Dzurinda seine zweite Regierung bilden konnte.

## Wahlsystem
Der Nationalrat wurde nach dem Verhältniswahlverfahren gewählt. Es gab eine Sperrklausel von 5 % für einzelne Parteien, für eine Koalition von zwei bis drei Parteien 7 % und für vier und mehr Parteien 10 %. Die Legislaturperiode betrug vier Jahre.

## Teilnehmende Parteien und Kandidaten
26 politische Parteien und Bewegungen mit insgesamt 2619 Kandidaten traten bei der Wahl an.

## Wahl
Die Wahlbeteiligung war mit 70,06 % deutlich niedriger als im letzten Wahljahr.
Insgesamt waren rund 4,15 Mio. Wahlberechtigte dazu aufgerufen am 20. und 21. September 2002 ihre Stimme abzugeben.

### Wahlergebnis
Obwohl die Bewegung für eine demokratische Slowakei (HZDS) wie in den letzten zehn Jahren zuvor mit fast 20 % die Wahl gewinnen konnte, war dies das niedrigste Ergebnis in der Dekade und die Partei konnte nicht die neue Regierung bilden. Die rechten/neoliberalen Parteien Slowakische Demokratische und Christliche Union (SDKÚ), Partei der ungarischen Koalition (SMK-MKP), Christlich-demokratische Bewegung (KDH) und Allianz des neuen Bürgers (ANO) erreichten zusammen eine knappe Mehrheit von 78 Sitzen. Aus den politischen Linken zog die Partei Smer (dt. Richtung) von Robert Fico in den Nationalrat als drittstärkste Partei ein, während die Kommunistische Partei der Slowakei (KSS) mit 6,32 % zum ersten Mal in der unabhängigen Slowakei eine Vertretung erhielt.
Der interne Konflikt innerhalb der Slowakischen Nationalpartei, die sich vor der Wahl teilte, führte zu einem schlechten Abschneiden für beide Parteien. Weder die Wahre Slowakische Nationalpartei (PSNS) noch die Slowakische Nationalpartei (SNS) konnte in den Nationalrat einziehen.
Das Ergebnis wurde sowohl von den westlichen Regierungen als auch von der NATO und der EU positiv aufgenommen (Slowakei war zu dieser Zeit in der Verhandlungsphase), da sich die Möglichkeit einer Regierung mit Mečiars Partei HZDS, die die Slowakei in die Isolierung in den 1990er Jahren brachte, reduziert hatte. Zwei Jahre nach der Wahl trat die Slowakei beiden Organisationen bei.
| Partei                                              | Partei                                                                         | Stimmen   | Stimmen | Stimmen | Sitze  | Sitze |
| Partei                                              | Partei                                                                         | Anzahl    | %       | +/−     | Anzahl | +/−   |
| --------------------------------------------------- | ------------------------------------------------------------------------------ | --------- | ------- | ------- | ------ | ----- |
|                                                     | Bewegung für eine demokratische Slowakei (HZDS)                                | 560.691   | 19,50   | −7,50   | 36     | −7    |
|                                                     | Slowakische Demokratische und Christliche Union (SDKÚ)                         | 433.953   | 15,09   | Neu     | 28     | Neu   |
|                                                     | Richtung (Smer)                                                                | 387.100   | 13,46   | Neu     | 25     | Neu   |
|                                                     | Partei der ungarischen Koalition (SMK-MKP)                                     | 321.069   | 11,16   | +2,04   | 20     | +5    |
|                                                     | Christlich-demokratische Bewegung (KDH)                                        | 237.202   | 8,25    | —       | 15     | —     |
|                                                     | Allianz des neuen Bürgers (ANO)                                                | 230.309   | 8,01    | Neu     | 15     | Neu   |
|                                                     | Kommunistische Partei der Slowakei (KSS)                                       | 181.872   | 6,32    | +3,53   | 11     | +11   |
|                                                     | Wahre Slowakische Nationalpartei (PSNS)                                        | 105.084   | 3,65    | Neu     | —      | Neu   |
|                                                     | Slowakische Nationalpartei (SNS)                                               | 95.633    | 3,32    | −5,85   | —      | −14   |
|                                                     | Hnutie za demokraciu (HZD)                                                     | 94.324    | 3,28    | Neu     | —      | Neu   |
|                                                     | Sozialdemokratische Alternative (SDA)                                          | 51.649    | 1,79    | Neu     | —      | Neu   |
|                                                     | Partei der demokratischen Linken–Partei des bürgerlichen Verständnis (SDĽ–SOP) | 39.163    | 1,36    | −21,31  | —      | −36   |
|                                                     | Partei der Grünen in der Slowakei (SZS)                                        | 28.365    | 0,98    | Neu     | —      | Neu   |
|                                                     | Unabhängige Bürgerpartei der Arbeitslosen und Geschädigten (NOSNP)             | 26.205    | 0,91    | Neu     | —      | Neu   |
|                                                     | Arbeiterassoziation der Slowakei (ZRS)                                         | 15.755    | 0,54    | −0,76   | —      | —     |
|                                                     | Frau und Familie (ŽAR)                                                         | 12.646    | 0,43    | Neu     | —      | Neu   |
|                                                     | Konservative Bürgerpartei (OKS)                                                | 9.422     | 0,32    | Neu     | —      | Neu   |
|                                                     | Arbeiterpartei ROSA (ROSA)                                                     | 8.699     | 0,30    | Neu     | —      | Neu   |
|                                                     | Roma-Bürgerliche Initiative in der Slowakischen Republik (ROISR)               | 8.420     | 0,29    | Neu     | —      | Neu   |
|                                                     | Partei für demokratische Rechte der Bürger (SDPO)                              | 6.716     | 0,23    | Neu     | —      | Neu   |
|                                                     | Block der Linken (ĽB)                                                          | 6.441     | 0,22    | Neu     | —      | Neu   |
|                                                     | Politische Bewegung der Roma in der Slowakei - ROMA (ROMA)                     | 6.234     | 0,21    | Neu     | —      | Neu   |
|                                                     | Slowakische Nationaleinheit (SNJ)                                              | 4.548     | 0,15    | +0,02   | —      | —     |
|                                                     | Das B - Revolutionäre Arbeiterpartei (B-RRS)                                   | 2.818     | 0,09    | −0,04   | —      | —     |
|                                                     | Volkspartei (ĽS)                                                               | 763       | 0,02    | Neu     | —      | Neu   |
| Gesamt                                              | Gesamt                                                                         | 2.875.081 | 100,00  |         | 150    |       |
| Gültige Stimmen                                     | Gültige Stimmen                                                                | 2.875.081 | 98,80   | −0,42   |        |       |
| Ungültige Stimmen                                   | Ungültige Stimmen                                                              | 38.186    | 1,20    | +0,42   |        |       |
| Wahlbeteiligung                                     | Wahlbeteiligung                                                                | 2.913.267 | 70,06   | −14,18  |        |       |
| Nichtwähler                                         | Nichtwähler                                                                    | 1.244.535 | 29,94   | +14,18  |        |       |
| Wahlberechtigte                                     | Wahlberechtigte                                                                | 4.157.802 |         |         |        |       |
| Quelle: Statistisches Amt der Slowakischen Republik |                                                                                |           |         |         |        |       |